# Celyphus fujianensis
Celyphus fujianensis är en tvåvingeart som beskrevs av Shi 1994. Celyphus fujianensis ingår i släktet Celyphus och familjen Celyphidae.
Artens utbredningsområde är Fujian (Kina). Inga underarter finns listade i Catalogue of Life.